# Eparchia majkopska i adygejska
Eparchia majkopska i adygejska – jedna z eparchii Rosyjskiego Kościoła Prawosławnego, z siedzibą w Majkopie. Jej aktualnym (2016) ordynariuszem jest arcybiskup majkopski i adygejski Tichon (Łobkowski), zaś funkcje katedry pełni sobór Trójcy Świętej w Majkopie.

## Historia
Eparchia została erygowana w 1994 poprzez wydzielenie z eparchii jekaterinodarskiej i kubańskiej, na bazie utworzonego w niej trzy lata wcześniej dekanatu adygejskiego. Początkowo w jej granicach znajdowała się cała Republika Adygeja oraz 13 rejonów Kraju Krasnodarskiego, a administratura nosiła nazwę eparchia majkopska i armawirska. Od 2000 w granicach eparchii pozostaje jedynie Adygeja, stąd zmiana nazwy na eparchia majkopska i adygejska. W 2011 administratura dzieliła się na pięć dekanatów i prowadziła 55 parafii obsługiwanych przez 64 kapłanów. Jedynym monasterem w jej jurysdykcji jest męska Atoska Zakubańska Pustelnia św. Michała w Pobiedzie.

## Dekanaty
W 2015 eparchia dzieliła się na 6 dekanatów:
- majkopski I (10 parafii);
- majkopski II (6 parafii);
- adygejski (14 parafii);
- dachowski (7 parafii);
- giagiński (11 parafii);
- mikołajowski (7 parafii).

## Biskupi majkopscy
- Aleksander (Timofiejew), 1994–1995[5]
- Filaret (Karagodin), 1995–2000[6]
- Pantelejmon (Kutowoj), 2000–2009
- Tichon (Łobkowski), od 2009 (od 2016 arcybiskup)[3][7]